# Arrondissement di Istres
L'arrondissement di Istres è un arrondissement dipartimentale della Francia situato nel dipartimento delle Bocche del Rodano, nella regione della Provenza-Alpi-Costa Azzurra.

## Storia
Fu creato nel 1981, in seguito ad una riforma degli arrondissement del dipartimento.

## Composizione
L'arrondissement è composto da 21 comuni raggruppati in 6 cantoni:
- cantone di Berre-l'Étang
- cantone di Istres
- cantone di Marignane
- cantone di Martigues
- cantone di Salon-de-Provence-2
- cantone di Vitrolles

| Controllo di autorità | VIAF (EN) 64144648464501087357 |